# Ballyman Glen SAC
Ballyman Glen SAC este o arie protejată (arie specială de conservare — SAC, sit de importanță comunitară — SCI) din Irlanda întinsă pe o suprafață de 23,53 ha, integral pe uscat.

## Localizare
Centrul sitului Ballyman Glen SAC este situat la coordonatele 53°12′12″N 6°09′25″W / 53.203405°N 6.15683°V.

## Înființare
Situl Ballyman Glen SAC a fost declarat sit de importanță comunitară în noiembrie 1997 pentru a proteja un număr necunoscut de specii din flora spontană și fauna sălbatică aflate în arealul zonei. Situl a fost protejat și ca arie specială de conservare în martie 2019.

## Biodiversitate
Situată în ecoregiunea atlantică, aria protejată conține 2 habitate naturale: Izvoare petrifiante cu formare de travertin (Cratoneurion), Mlaștini alcaline.
La baza desemnării sitului se află un număr nedeclarat de specii protejate.